# Lista de maiores marcadores do Girabola
A seguir a lista de maiores marcadores do Campeonato Angolano de Futebol, mais conhecido por Girabola.
| Ano     | Melhor marcador    | Equipa                  | Golos |
| ------- | ------------------ | ----------------------- | ----- |
| 1979    | João Machado       | Diabos Verdes           | 18    |
| 1980    | Carlos Alves       | 1° de Agosto            | 29    |
| 1981    | Maluca             | 1.º de Maio             | 20    |
| 1982    | Jesus              | Petro Luanda            | 21    |
| 1983    | Maluca             | 1.º de Maio             | 17    |
| 1984    | Jesus              | Petro Luanda            | 22    |
| 1985    | Jesus              | Petro Luanda            | 19    |
| 1986    | Túbia              | Inter Luanda            | 20    |
| 1987    | Mavó               | Ferroviário Huíla       | 20    |
| 1988    | Manuel             | 1.º de Agosto           | 16    |
| 1989    | André              | Desportivo da Cuca      | 18    |
| 1990    | Mona               | Petro Luanda            | 17    |
| 1991    | Amaral Aleixo      | Sagrada Esperança       | 23    |
| 1992    | Amaral Aleixo      | Petro Luanda            | 20    |
| 1993    | Serginho           | Desportivo da EKA       | 14    |
| 1994    | Kabongo            | Sonangol do Namibe      | 16    |
| 1995    | Serginho           | Desportivo da EKA       | 19    |
| 1996    | César Caná         | Académica do Lobito     | 15    |
| 1997    | Zé Neli            | Petro Huambo            | 12    |
| 1998    | Betinho            | Petro Luanda            | 14    |
| 1999    | Isaac              | 1.º de Agosto           | 16    |
| 2000    | Blanchard          | Benfica Luanda          | 19    |
| 2001    | Flávio Amado       | Petro Luanda            | 23    |
| 2002    | Flávio Amado       | Petro Luanda            | 16    |
| 2003    | André              | Inter Luanda            | 12    |
| 2004    | Love Cabungula     | ASA                     | 17    |
| 2005    | Love Cabungula     | ASA                     | 13    |
| 2006    | Manucho Gonçalves  | Petro Luanda            | 16    |
| 2007    | Manucho Gonçalves  | Petro Luanda            | 14    |
| 2008    | Santana            | Petro Luanda            | 20    |
| 2009    | David              | Petro Luanda            | 19    |
| 2010    | Daniel Mpele Mpele | Kabuscorp               | 14    |
| 2011    | Love Cabungula     | Petro de Luanda         | 20    |
| 2012    | Yano               | Progresso do Sambizanga | 14    |
| 2013    | Meyong             | Kabuscorp               | 20    |
| 2014    | Meyong             | Kabuscorp               | 17    |
| 2015    | Yano               | Progresso do Sambizanga | 13    |
| 2016    | Gelson Dala        | 1.º de Agosto           | 23    |
| 2017    | Tiago Azulão       | Petro de Luanda         | 16    |
| 2018    | Tiago Azulão       | Petro de Luanda         | 21    |
| 2018–19 | Mabululu           | 1.º de Agosto           | 14    |
| 2019–20 | Tony               | Petro de Luanda         | 15    |